# Corte Hime

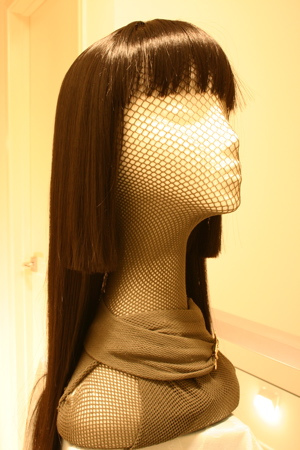
Uma peruca com corte hime.

O Corte Hime (姫カット, hime katto)  é um penteado que consiste em mechas laterais retas, geralmente na altura do rosto, e franja frontal. O resto do cabelo costuma ser comprido e alisado . Como o nome sugere, acredita-se que o estilo tenha se originado, ou pelo menos se tornado comum, na corte imperial durante o período Heian da história japonesa, quando mulheres nobres às vezes deixavam seus cabelos crescerem por toda a vida.

## História
O corte hime parece remontar ao penteado "amasogi" na altura dos ombros do período Heian . Quando uma mulher completou 20 anos, o cabelo em volta das orelhas foi cortado em uma cerimônia chamada "binsogi". A combinação de amasogi e binsogi produziu o corte hime.
A ídola dos anos 70 Megumi Asaoka é conhecida no Japão por popularizar o corte Hime, que se tornou sua marca registrada .

## Cuidado e manutenção
O corte hime exige muita manutenção para quem não tem cabelos naturalmente lisos e requer retoques frequentes nas mechas laterais e na franja frontal para manter sua forma. O alisamento de cabelo às vezes é usado para ajudar com esses problemas, assim como ferros de alisar e xampus especialmente formulados para cabelos lisos. A umidade também é citada como um problema com certos tipos de cabelo, pois o encaracolamento causado pelo excesso de umidade pode alterar o formato do cabelo. Ocasionalmente, extensões de cabelo e tramas são usadas para as mechas laterais para evitar isso.
O penteado é frequentemente visto na subcultura gothic lolita, especialmente na classificação de elegant gothic lolita (EGL). Dentro da comunidade EGL, o hime é considerado uma alternativa mais elegante a outros estilos que podem exigir ondulações e ondulações frequentes que podem danificar permanentemente o cabelo. 
O corte hime também é popular na Coreia do Sul, tendo sido popularizado por celebridades do K-pop .

## Variações
Variantes das mechas laterais também foram vistas, como as mechas laterais mais longas, às vezes puxadas para a frente das orelhas, e a falta de franja frontal com apenas as mechas laterais presentes. Os cachos laterais também podem parecer mais curtos (como é o caso de Ai Enma de Hell Girl, cuja franja cobre as sobrancelhas e os cachos laterais são cortados no nível de sua boca). Outro exemplo é o Vocaloid Megurine Luka, no qual as mechas laterais parecem ser dispostas em camadas desde o nível da boca até o pescoço. Às vezes, o cabelo também é usado curto em uma variante de um pajem, ou cortado curto nas costas, como a personificação do Japão em Hetalia: Axis Powers . O estilo às vezes é combinado com odango, como usado pelo personagem de Fushigi Yūgi Miaka Yuki, ou usado de um lado, como o personagem de Miyu da Princesa Vampira Miyu . No final dos anos 1970, uma variação do estilo foi usada pela atriz Louise Lasser como personagem-título de Mary Hartman, Mary Hartman .